# المپیاد جهانی نجوم

المپیاد جهانی نجوم 2016

المپیاد جهانی نجوم (انگلیسی: International Astronomy Olympiad) (IAO) یک رقابت بین‌المللی شناخته شده سالانه علمی-آموزشی اخترشناسی (نجوم) برای دانش آموزان دبیرستانی (۱۴ تا ۱۸ سال سن) است که شامل رقابت فکری بین این دانش آموزان است و یکی از المپیادهای بین‌المللی است. انجمن اخترشناسی اوراسیا این رقابت‌ها را در سال ۱۹۹۶ ایجاد کرد. این المپیاد با المپیاد جهانی نجوم و اخترفیزیک از نظر سازمان دهنده برگزاری مسابقات، متفاوت است و هر چند همچنان برگزار می‌شود ولی در حال حاضر بیشتر کشورها در المپیاد جهانی نجوم و اخترفیزیک شرکت می‌کنند.